# Gethin Jenkins
Gethin Jenkins (Rhondda Cynon Taff, 17 de noviembre de 1980) es un jugador galés de rugby que se desempeña como pilar.
Jenkins es el jugador que más veces ha vestido la camiseta de los Dragones rojos y uno de los jugadores con más test matches de rugby.

## Carrera
Debutó en la primera del Pontypridd RFC en 2000 y jugó con ellos hasta 2003 cuando pasó a los Celtic Warriors por una temporada. Luego firmó con los Cardiff Blues.
Jenkins se unió al RC Toulon del Top 14 para la temporada 2012-13. Finalizado el contrato regresó a Cardiff Blues, con los que juega desde entonces.

## Selección nacional
Hizo su primera aparición con Gales contra Rumanía en 2002. En el Torneo de las Seis Naciones 2005 fue considerado como una de las principales influencias en que Gales obtuviera el Grand Slam, logrando un ensayo memorable contra el XV del Trébol.
En noviembre de 2007 el entrenador temporal Nigel Davies, le pidió que aceptase ser capitán del seleccionado. Su reinado como capitán duraría sólo un partido pues en diciembre Gales contrató a Warren Gatland como entrenador y le dio la capitanía a Ryan Jones. Sin embargo Jenkins mantuvo su puesto en la selección consolidándose como titular.
Jenkins fue de nuevo capitán contra los Wallabies el 28 de noviembre de 2009 después de la retirada del capitán, Ryan Jones por una lesión.
Él es uno de un pequeño grupo de jugadores galeses que han ganado tres Grand Slams y que incluye a Ryan Jones, Adam Jones, Gareth Edwards, Gerald Davies y J. P. R. Williams.

### Participaciones en Copas del Mundo
En 2015 es seleccionado para formar parte de la selección galesa que participa en la Copa Mundial de Rugby de 2015.
| Mundial                       | Sede          | Resultado        | PJ | Tries |
| ----------------------------- | ------------- | ---------------- | -- | ----- |
| Copa Mundial de Rugby de 2003 | Australia     | Cuartos de final | 5  | 0     |
| Copa Mundial de Rugby de 2007 | Francia       | Primera fase     | 4  | 0     |
| Copa Mundial de Rugby de 2011 | Nueva Zelanda | Cuarto puesto    | 6  | 1     |
| Copa Mundial de Rugby de 2015 | Inglaterra    | Cuartos de final | 3  | 0     |

## British and Irish Lions
Fue seleccionado a los British and Irish Lions para la Gira a Nueva Zelanda 2005 y jugó en los tres test matches.
El 21 de abril de 2009, Jenkins fue elegido nuevamente miembro de los Leones Británicos para la Gira a Sudáfrica 2009. Allí Jenkins, Adam Rhys Jones y Matthew Rees fueron seleccionados como línea delantera de los Lions para el enfrentamiento contra los Springboks. Esta es la primera vez que se ponía una línea delantera totalmente galesa para un partido de test de los Lions desde Billy Williams, Bryn Meredith y Courtney Meredith en la Gira a Sudáfrica 1955.
En 2013 fue seleccionado por tercera vez consecutiva, para la Gira a Australia 2013. De esta forma es uno de los pocos jugadores que tuvo el honor de enfrentar con los Lions a las tres superpotencias del sur.

## Palmarés
- Campeón del Torneo de las Seis Naciones de 2005, 2008, 2012 y 2013.
- Campeón de la Copa de Campeones de 2012-13.
- Campeón de la Copa de Gales de Rugby de 2002.